# Ribeira Prata
Ribeira Prata es una localidad caboverdiana del municipio de Tarrafal de São Nicolau.

## Geografía
La localidad está situada en la isla de São Nicolau.

## Organización territorial
La localidad abarca los lugares y barrios de:
- Alto Victor
- Barreira
- Chã
- Rocha Escrevida
- Tareco